# Luisa Zulema Ahumada
Luisa Zulema Ahumada de Jerez ( 1930 - ) es una botánica argentina. Ha trabajado extensamente con las familias Aristolochiaceae, Euphorbiaceae Es curadora del Herbarium Humboldtianum, en la "Facultad de Ciencias Exactas y Naturales y Agrimensura" del Nordeste, Corrientes.
Ha realizado expediciones botánicas a Paraguay, y Argentina

## Algunas publicaciones

### Libros
- 1967. Revision de las aristolochiaceae. Volumen 16 de Opera Lilloana. Instituto Miguel Lillo. 145 pp.

- La abreviatura «Ahumada» se emplea para indicar a Luisa Zulema Ahumada como autoridad en la descripción y clasificación científica de los vegetales.[5]